# Cecilia Algotsdotter
Cecilia Algotsdotter (även Cecilia Rosa) är en litterär gestalt i Jan Guillous trilogi om Arn Magnusson. Eftersom det verkligen har funnits en Cecilia Rosa, som var husfru på Forsvik, så är hon delvis baserad på en historisk person.
Cecilia Rosa härstammar från Pålsätten, men ser sig själv som en av Folkkungaätten, Arns ätt. Hon är Arns stora kärlek och räknas ibland som den andra huvudrollsinnehavaren i trilogin. Förhållandet med Arn blir dock ändå så gott som avslutat innan det knappt har börjat. Detta beror på att Sverkersätten, som är folkungarnas fiender, vill ha den skicklige krigaren Arn ur vägen, samt på att Cecilias syster Katarina avslöjar att Arn, kraftigt berusad, en gång legat även med henne. När han döms till tjugo års botgöring för att ha legat med två systrar, får också Cecilia samma hårda straff. Han måste bli tempelriddare, och hon blir inspärrad i Gudhems kloster. Hennes son Magnus (som är baserad på en historisk person) tas från henne direkt efter födseln, och hon plågas svårt av den elaka abbedissan Moder Rikissa. Det är under tiden i kloster som hon ges namnet Cecilia Rosa, för att skilja henne från hennes väninna Cecilia Blanka. Efter många om och men kan de i alla fall till sluta gifta sig och får dottern Alde. Efter att Arn dör i slaget vid Gestilren bor Cecilia kvar på Forsvik, ständigt ompysslad av sonsonen Birger. Hon dör under Knut Långes attack mot Forsvik i november månad i sonsons sonen Gregers Birgerssons femtonde levnadsår. (Årtal ej angivet.) Dråpet på Cecilia Rosa och anfallet på Forsvik leder till att folkungaätten vänder sig mot Knut den Långe.) (Knut den Långe avled enligt historiska källor år 1234. Men det årtalet stämmer inte överens med Gregers Birgerssons ålder i "Arvet efter Arn" vid tidpunkten för angreppet på Forsvik som inträffade ett år och en dag före Knut den Långes död.)

## Familj
Cecilia Rosa Algotsdotter var dotter till Algot Pålsson av Pålsätten och Dorotea, dotter till Rörik och Ulrika och syster till Katarina Algotsdotter. Andra medlemmar av hennes ätt är hennes farbror Jöns Pålsson (ej nämnd annat än genom sönernas fadersnamn), samt dennes söner Pål Jönsson, Algot Jönsson och Sture Jönsson.
Cecilia var svärdotter till Magnus Folkesson och hans första husfru Sigrid, svägerska till Eskil Magnusson (eftersom han var Arns bror var Eskil hennes svåger även efter att Eskils och hennes syster Katarinas äktenskap upplösts), Gure (Arns halvbror via hans fader Magnus och trälinnan Suom), Knut Magnusson, Kristina Magnusdotter och en icke namngiven syster till Knut och Kristina (Arns halvsyskon via hans fader Magnus och dennes andra hustru Erika Joarsdotter) och moster till Beata Eskilsdotter, Sigrid Eskilsdotter och Torgils Eskilsson (gift med Ulrika Leifsdotter, dotter till Leif lagman och far till Knut Torgilsson).
Cecilia Rosa Algotsdotter och Arn Magnusson hade två barn. Sonen, Magnus Månesköld, gifte sig med sverkerdottern Ingrid Ylva och fick med henne sönerna Birger jarl Magnusson som fick tre frillobarn med Signy Olafsdotter av Ulvsätten, sonen Gregers Birgersson och döttrarna Sigrid Birgersdotter och Ylva Birgersdotter och barnen Drottning Rikissa Birgersdotter av Norge som gifte sig med Kung Håkon av Norge, Kung Valdemar Birgersson av Sverige, Magnus Birgersson och Erik Birgersson med sin husfru kungadottern Ingeborg Eriksdotter av den Erikska ätten.
Magnus Månesköld och Ingrid Ylvas andre son Eskil lagman Magnusson gifte sig med den norske jarlen Håkan Galins änka Kristen som redan hade en son Knut jarl Håkansson med honom som gifte sig med den norska drottningen Margaretas syster Ingrid. Magnus Månesköld och Ingrid Ylvas tredje son Bengt lagman gifte sig med Sigrid Sigstensdotter av Sparreätten, Magnus Månesköld och Ingrid Ylvas fjärde son Biskop Karl gifte sig aldrig eftersom han var biskop och därmed förbjuden att gifta sig, och till sist femte sonen Elof handelsman Magnusson som gifte sig med köpemansdottern Hanelore Kopf och fick med henne barnen Gerhard Elofsson och Hilda Elofsdotter, och även ett frillobarn med Helga.
Arn och Cecilia Rosa hade också dottern Alde Arnsdotter som gifte sig med den frigivne trälen Gurmunds son riddar Sigurd och fick med honom tre barn, äldsta dottern Cecilia Aldesdotter som gifte sig med Ardus Ibensson och fick med honom barnen Måna Ardusdotter och Arif Ardusson och yngsta dottern Ulrika Aldesdotter som gifte sig med Erlend Bengtsson av Sparreätten och sonen riddar Roland (valde namnet Aldesson, fick namnet Sigurdsson av sin kusin Birger jarl när denna dubbade honom till den förste riddaren av Sverige.)

## Filmatisering
I filmerna Arn – Tempelriddaren och Arn – Riket vid vägens slut spelades Cecilia Algotsdotter av skådespelaren Sofia Helin.